# Snebær
Slægten er udbredt i Nordamerika. Her nævnes kun de arter og hybrider, der ses jævnligt i Danmark.
| Beskrevne arter |

- Almindelig snebær (Symphoricarpos albus)
- Rød snebær (Symphoricarpos x chenaultii)

| Andre arter |

- Symphoricarpos × doorenbosii
- Symphoricarpos longiflorus
- Symphoricarpos microphyllus
- Symphoricarpos mollis
- Symphoricarpos occidentalis
- Symphoricarpos orbiculatus
- Symphoricarpos oreophilus
- Symphoricarpos parishii
- Symphoricarpos racemosus
- Symphoricarpos rivularis
- Symphoricarpos rotundifolius[1]

## Note
1. ↑  GRIN: Species of Symphoricarpos (engelsk)